# Mario Della Foglia
Mario Della Foglia (Lainate, 1893 – Milano, 1940) è stato un pittore italiano.

## Biografia
Fu allievo di Giuseppe Mentessi all'Accademia di Brera; partecipò ad alcune Sindacali lombarde, alla prima edizione del Premio Bergamo ed espose presso la Società Permanente. Ordinò personali a Bellagio e a Milano.

## Opere
Fu autore di paesaggi rurali e vedute cittadine milanesi e veneziane. Sue opere sono conservate nella Galleria d'arte moderna di Milano e nelle collezioni d'arte della Fondazione Cariplo.